# Casa romana (Weimar)

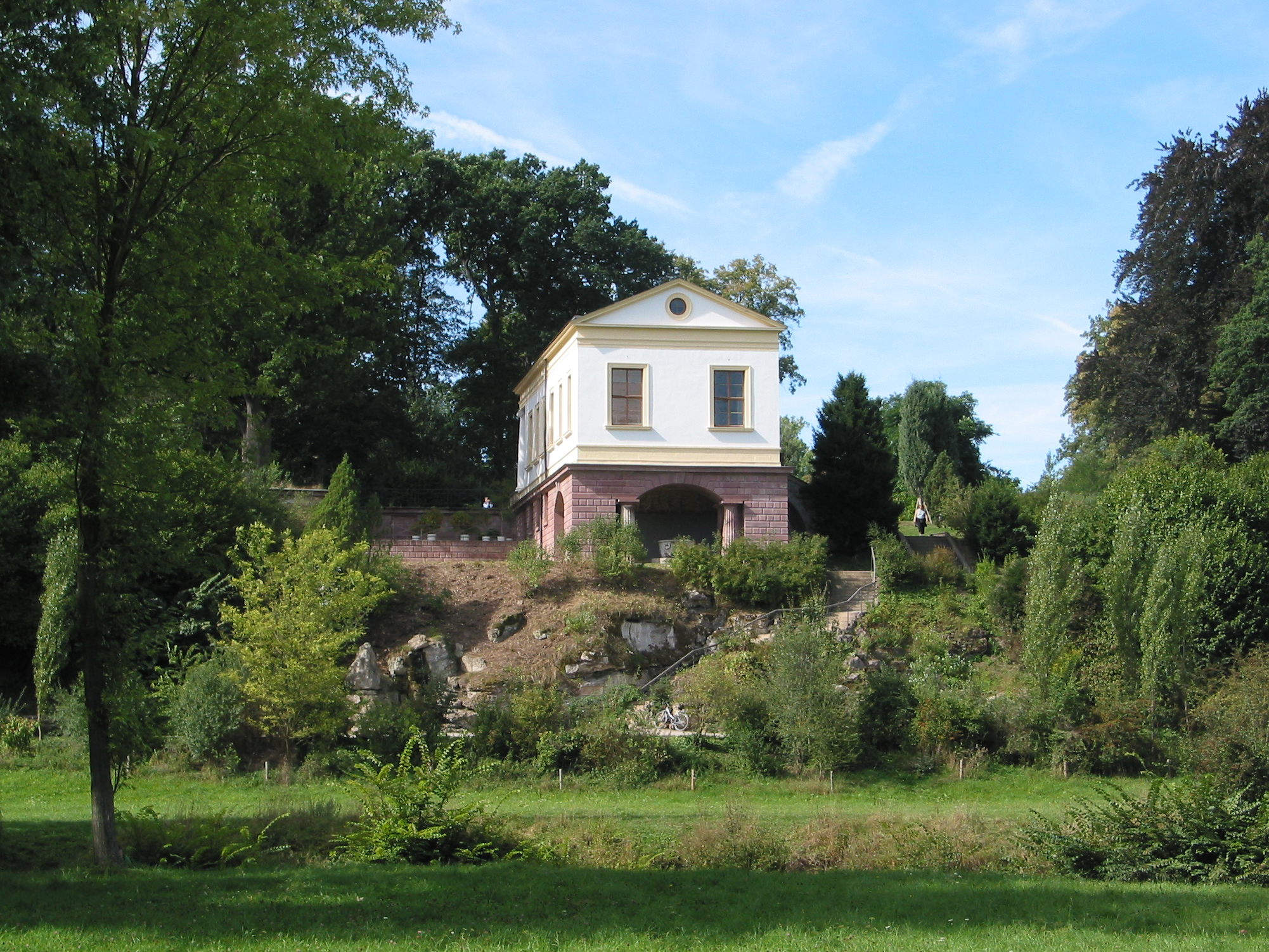
Il pendio su cui si trova la Casa romana, visto dal Park an der Ilm

La Casa romana (in tedesco Römisches Haus) è un edificio ai margini del cosiddetto Parco di Goethe a Weimar e dal 1998 è parte dell'ensemble Weimar classica, patrimonio dell'Umanità.
Fu costruita tra il 1791 e il 1798 come casa di campagna del duca Carlo Augusto. Ispirata agli antichi templi romani, è un esempio di neoclassicismo tedesco.
Lo spunto per la costruzione della casa fu data al duca dall'amico Goethe, di ritorno dal suo famoso viaggio in Italia. Grazie alla sua posizione elevata all'interno del parco, offre un'ampia vista sulla valle del fiume Ilm.
Il progetto dell'edificio si deve all'architetto amburghese Johann August Arens, conosciuto da Goethe in Italia. Gli interni si devono invece all'architetto Christian Friedrich Schuricht di Dresda, mentre le decorazioni e gli affreschi sono opera del pittore Johann Heinrich Meyer. Dopo la morte di Carlo Augusto nel 1828 la Casa romana, fino ad allora residenza estiva preferita del duca, cessò di essere abitata.
Nel 1922 la casa diventò proprietà del land della Turingia, e nel 1954 passò sotto la proprietà della Klassik Stiftung Weimar, che fu promotrice di importanti lavori di ristrutturazione all'interno e all'esterno dell'edificio. Attualmente la Casa romana fa parte dei musei della Klassik Stiftung Weimar e come tale è aperta al pubblico. Essa ospita inoltre una mostra permanente sulla storia del parco di Weimar.